# Miniatura persa

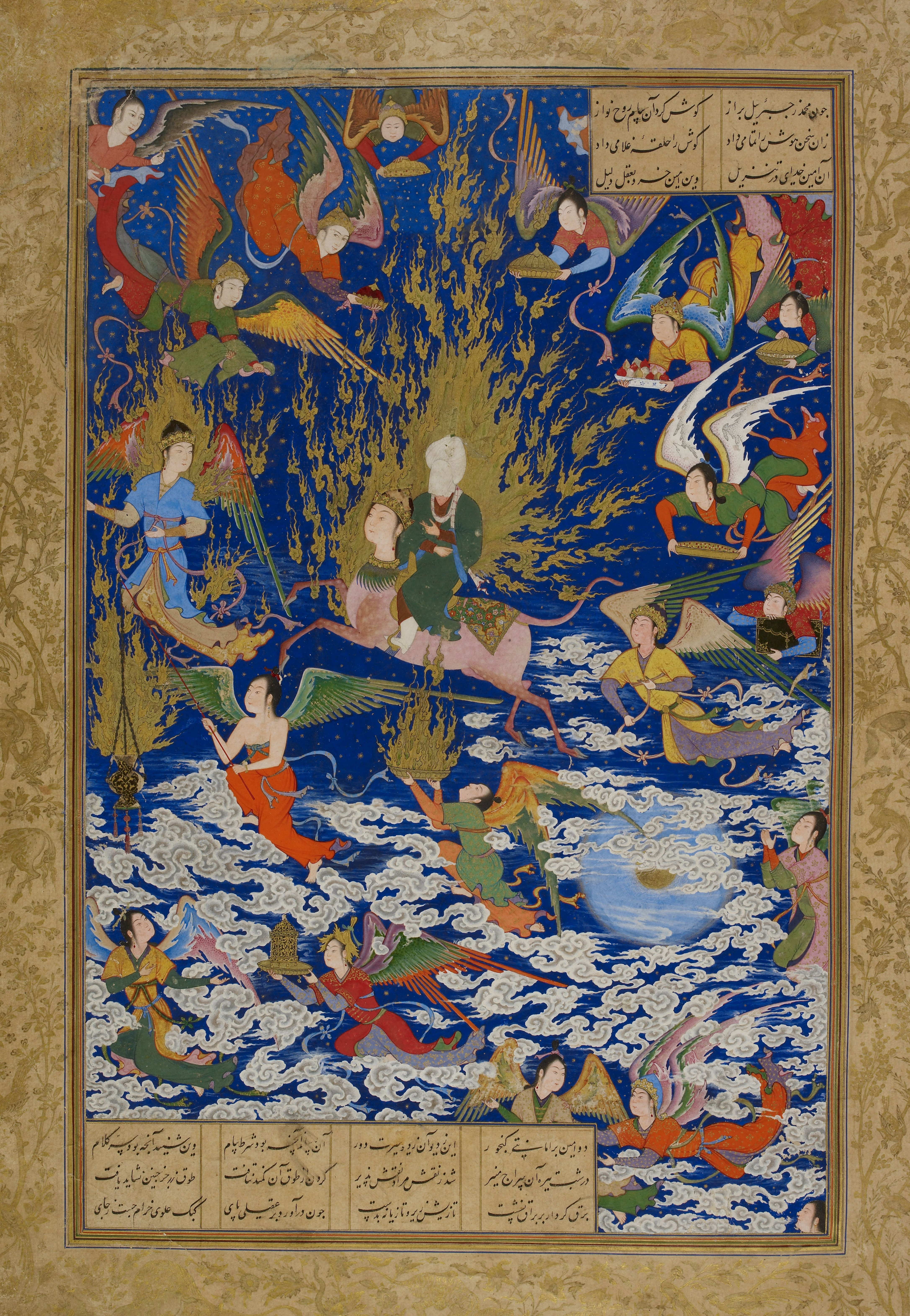
Miniatura persa que representa el profeta Mahoma ascendint als cels, un viatge que es coneix com Miraj.

Una miniatura persa (en persa: نگارگری ایرانی negârgari irâni) és una petita pintura, ja sigui una il·lustració d'un llibre o d'una obra d'art independent destinada a ser guardada en un àlbum d'aquesta mateixa obra, com ara les muraqqa. Les tècniques són comparables a les miniatures i manuscrits il·lustrats romans d'Orient i occidentals. Encara que existeix una tradició de murals perses igual d'important, el nombre i grau de conservació de les miniatures és millor i són la forma d'art persa més coneguda a Occident.
La miniatura es va convertir en una forma important d'art persa al segle xiii, i els segles d'or es van aconseguir entre els segles XV i XVI. La tradició de la miniatura ha continuat, amb algunes influències occidentals, fins a l'actualitat. La miniatura persa va influir decisivament en altres corrents miniaturistes islàmiques com la miniatura otomana a Turquia i la miniatura Mogol en el subcontinent indi.
L'art persa mai ha patit una prohibició total de representació de figures antropomorfes sota l'islam. De fet, la miniatura persa n'és un bon exemple d'aquesta representació de figures humanes on, de vegades, apareixen moltes persones i hi tenen un paper clau. Aquest fet es dona, en part, perquè la miniatura és un art per ús privat, conservat en obres en forma de llibre o fulls d'àlbum que el propietari mostrarà només quan ell ho esculli. D'aquesta manera, ens trobem davant d'una forma artística que gaudeix d'una major llibertat. L'Alcorà i d'altres textos religiosos no es coneixen per haver estat il·lustrats d'aquesta manera, si bé en miniatures d'ús particular si que trobem escenes religioses ocasionalment, incloent algunes on es veu el profeta Mahoma, normalment són obres posteriors al 1500 i no se li veu la cara.
De la mateixa manera que les arts figuratives, si bé aquest article se centra en miniatura, s'aprecia un estil en paral·lel a la decoració ornamental no figurativa que trobem als marges i frontispicis de manuscrits perses. De la mateixa manera, veurem espais dedicats a la il·luminació a l'inici o el final de les obres o seccions d'aquestes, així com omplint pàgines senceres actuant com a frontispici. L'art islàmic fa referència a aquestes manifestacions artístiques com il·luminacions. L'Alcorà així com altres llibres religiosos contenen sovint un nombre considerable de pàgines il·luminades. Els dissenys són un reflex del treball contemporani en d'altres mitjans, en segons quins períodes i és molt proper al de les cobertes de llibres. Les catifes perses enllacen a la perfecció amb aquest concepte. Es pensa que molts dels seus dissenys foren creats per artesans de cort i després enviats a les províncies.
En períodes posteriors veiem com augmenten les il·luminacions creades com a obres úniques concebudes per a ésser incloses en àlbums anomenats muraqqa, més que no pas com a il·lustracions integrants de llibres. Aquesta pràctica va permetre als col·leccionistes fora de l'àmbit reial de poder-se permetre el mecenatge i col·leccionisme d'obres diverses d'estil i períodes.

## Història de la miniatura persa
L'origen de la miniatura persa és difícil d'establir. Aquesta forma d'art va aconseguir el seu cim principalment durant el període mongol i la dinastia timúrida entre els segles xiii i xvi, i va estar molt influït per la pintura xinesa, ja que els dirigents mongols, van portar a Pèrsia un gran nombre d'artistes xinesos a la seva cort.
En el Il-kanat i la dinastia timúrida, les miniatures mongoles i perses, representaven animals mítics com els buraq i dracs amb un estil que recorda als dracs xinesos. La representació dels fons també està influïda pels pintors xinesos els qui van portar l'aquarel·la a l'Iran i van iniciar diverses escoles miniaturistes perses durant l'Edat Mitjana. De fet, moltes pintures religioses, mostren elements que sens dubte provenen de l'art xinès. Els àngels islàmics són representats vestint vestidures ajustades, a l'estil dels xinesos del nord. La miniatura persa dels períodes del Il-kanat i la dinastia timúrida, sovint mostren tècniques de dibuix de paisatges de les escoles xineses contemporànies, desenvolupades durant la dinastia Song i la dinastia Yuan.

## Grans miniaturistes perses
- Kamāl ud-Dīn Behzād Herawī: mestre miniaturista durant la dinastia timúrida i fundador de l'escola safàvida.
- Reza Abbasi: un dels miniaturistes perses més destacats en el període safàvida.
- Abd al-Samad: miniaturista del segle xvi. Es va instal·lar en l'Índia on va ser un dels fundadors de l'escola Mongola de miniaturistes.
- Hossein Behzad: famós miniaturista contemporani.
- Mahmoud Farshchian: famós miniaturista contemporani.

## Galeria de pintures

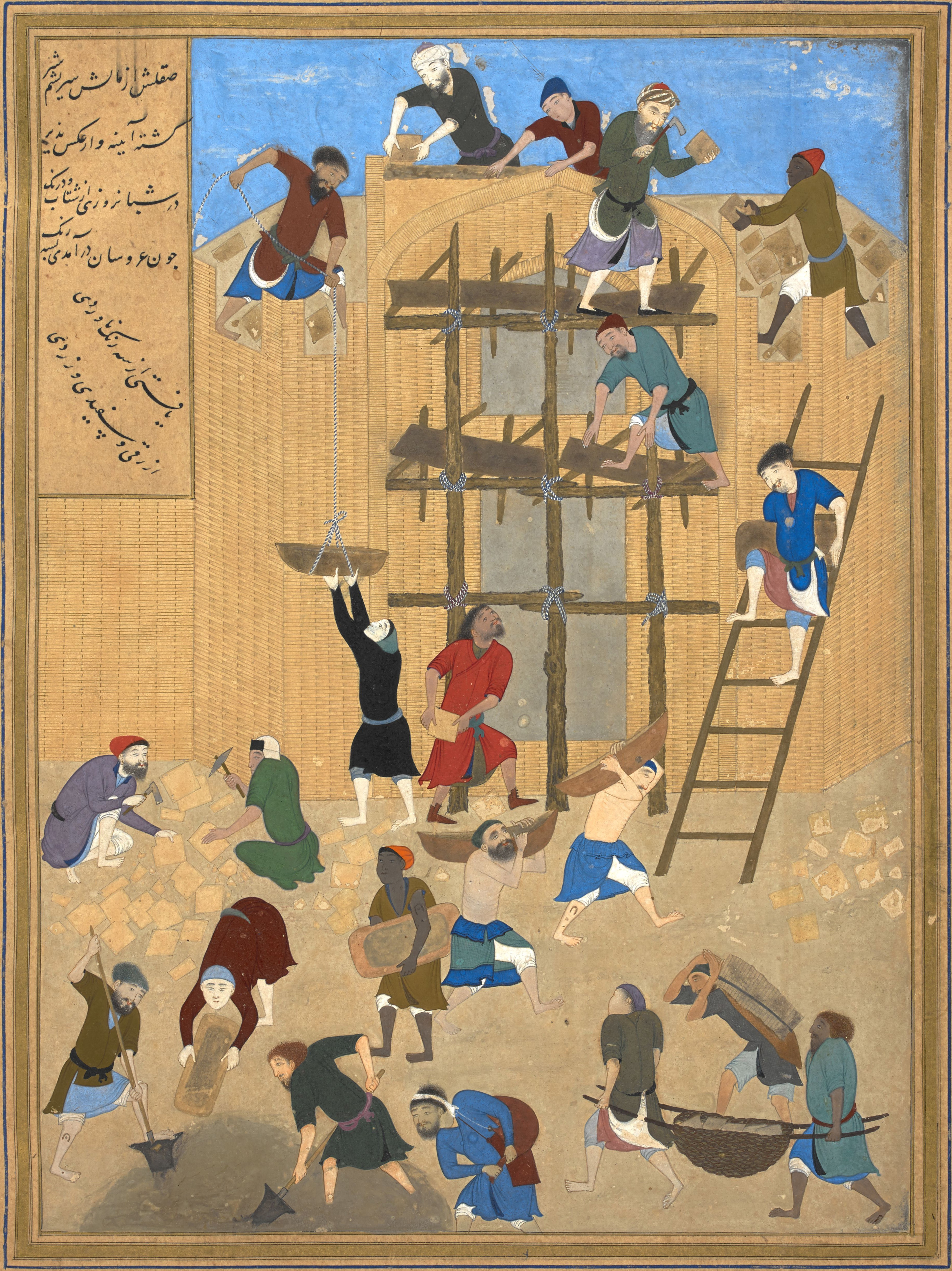
"La construcció del fort Khavarnaq" per Kamāl ud-Dīn Behzād Herawī, Herat c. 1494-1495, dinastia timúrida.
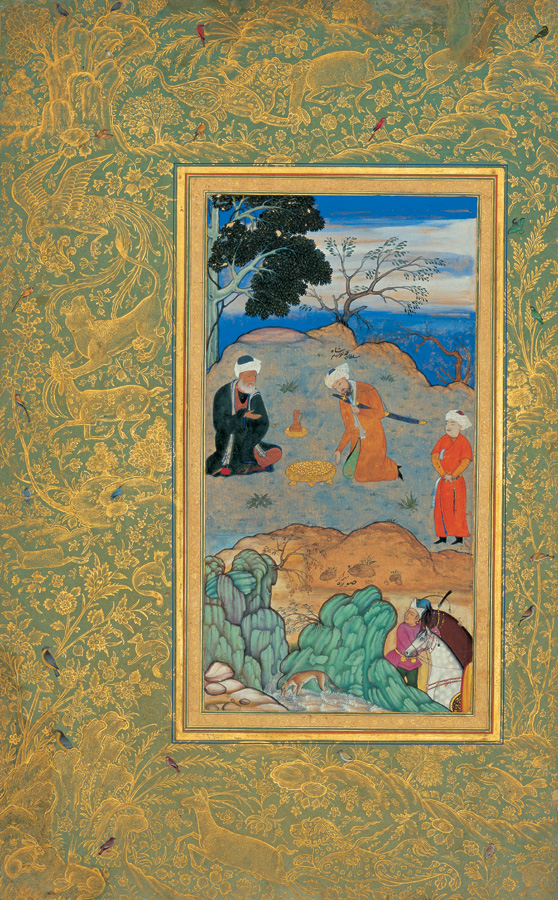
Igual que en els manuscrits occidentals, les vores exquisidament decorades són part integral del treball artístic. Data de la primera meitat del segle xvi.
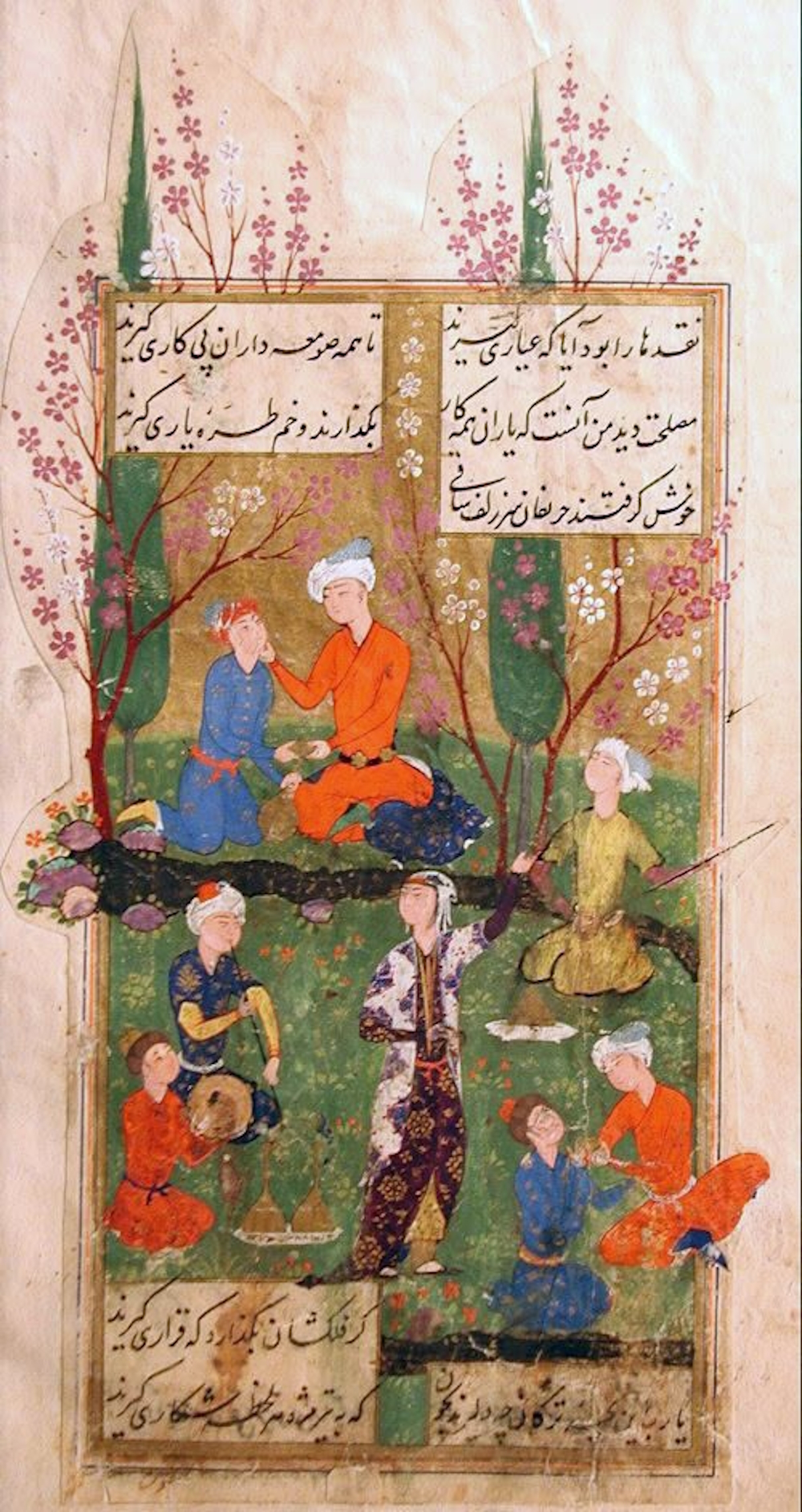
La poesia, el vi i els jardins són elements comuns d'obres posteriors - 1585.
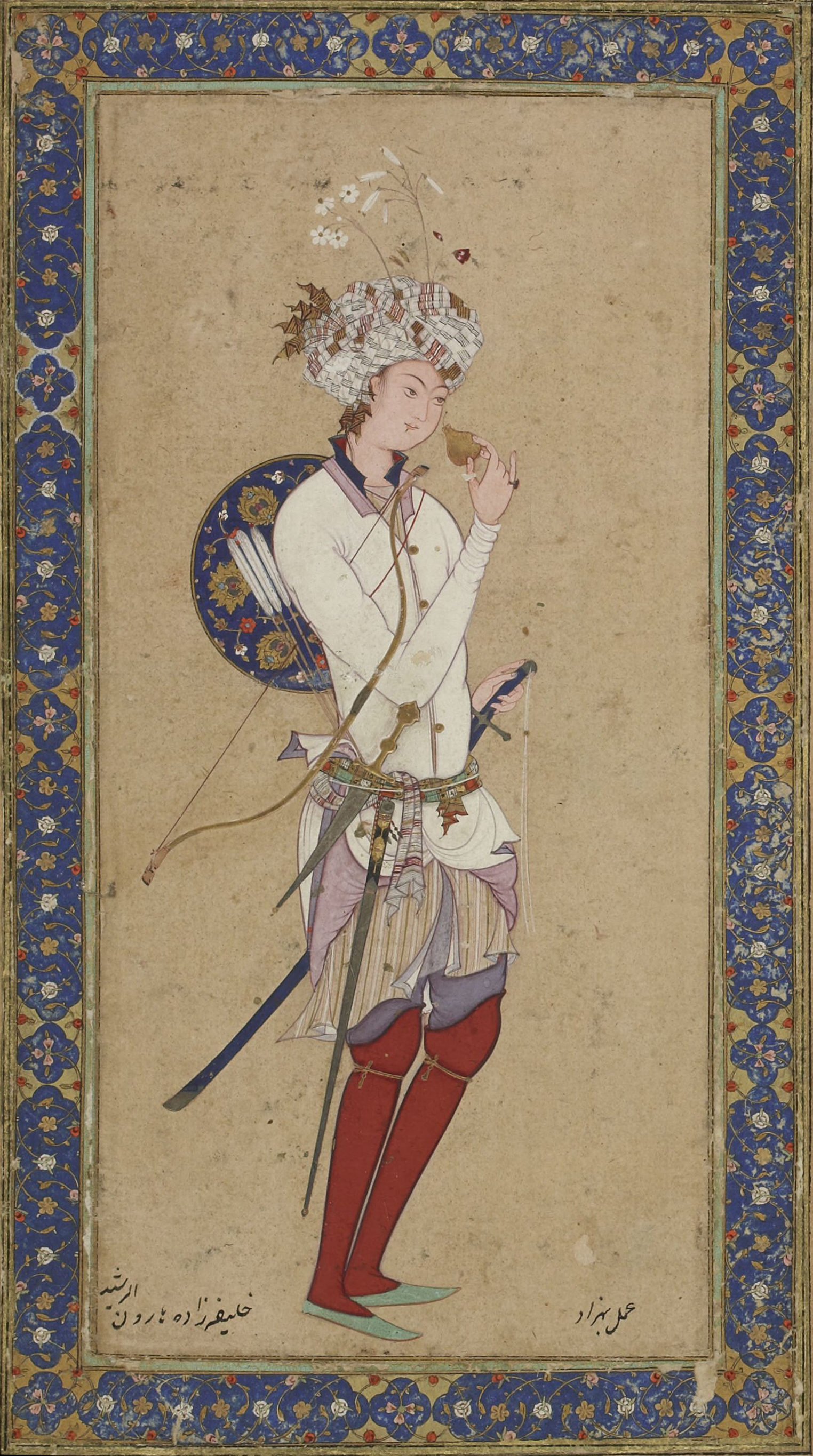
Miniatura de Harun al-Rashid en les Mil i una nits.
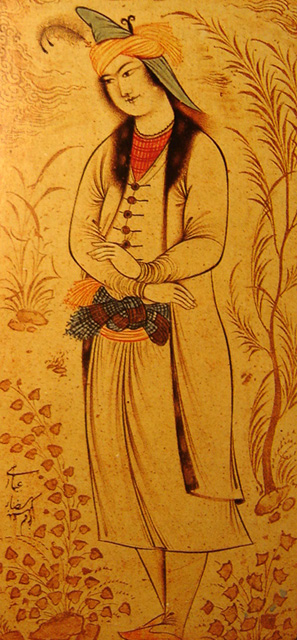
El príncep Muhammad-Beik de Geòrgia per Resa Abbasi, 1620.
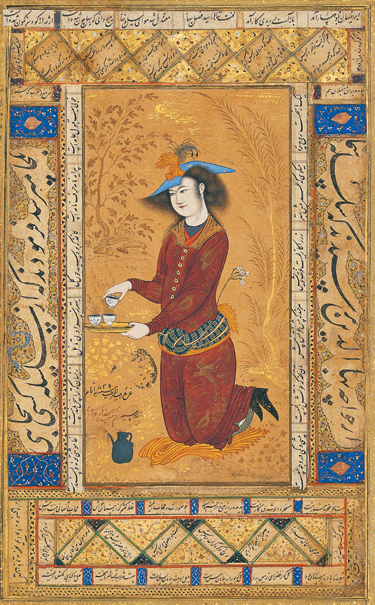
Saki Resa Abbasi, 1609.
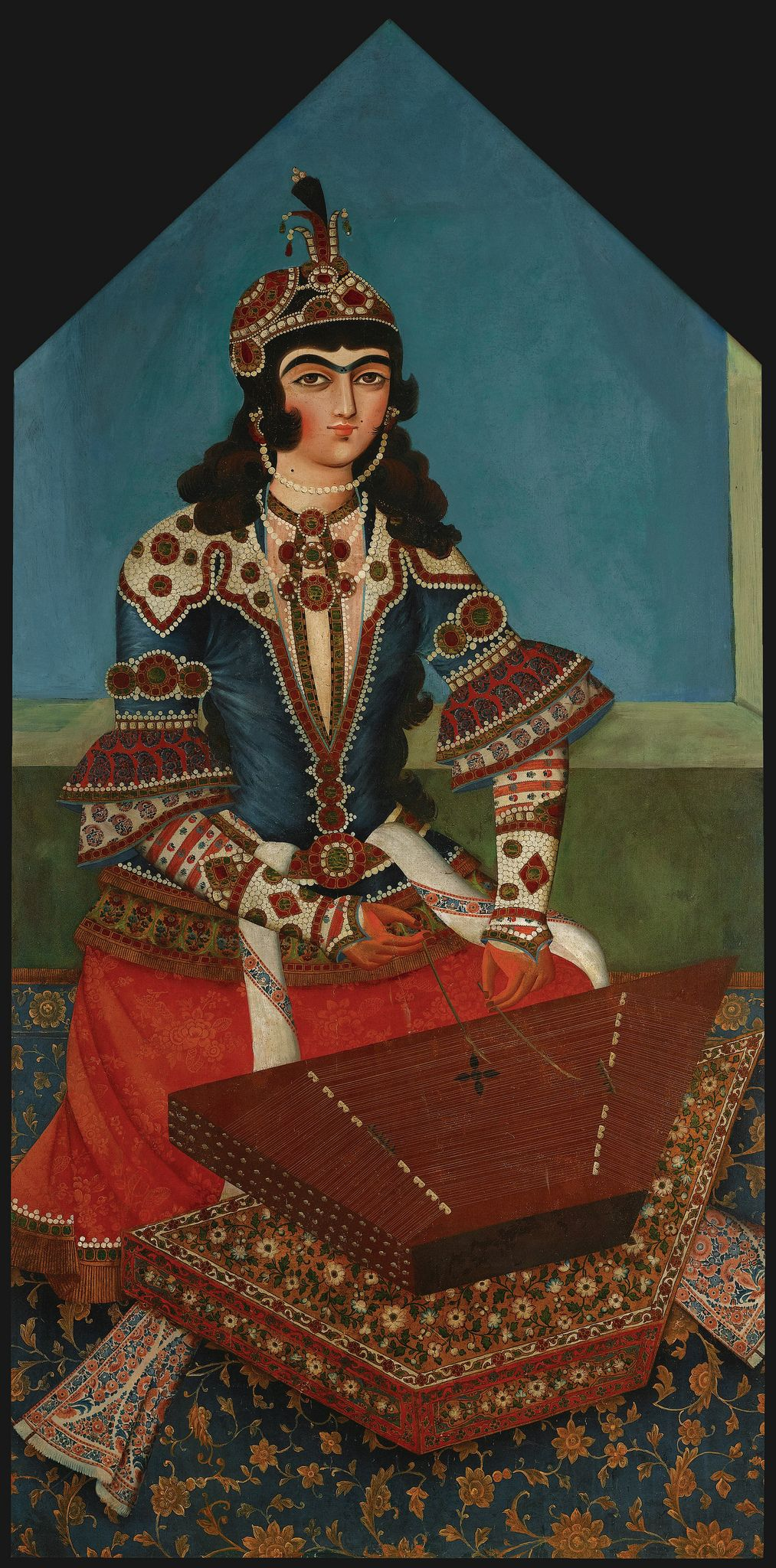
Pintura d’una dona jugant a santur, del 1830 aproximadament.
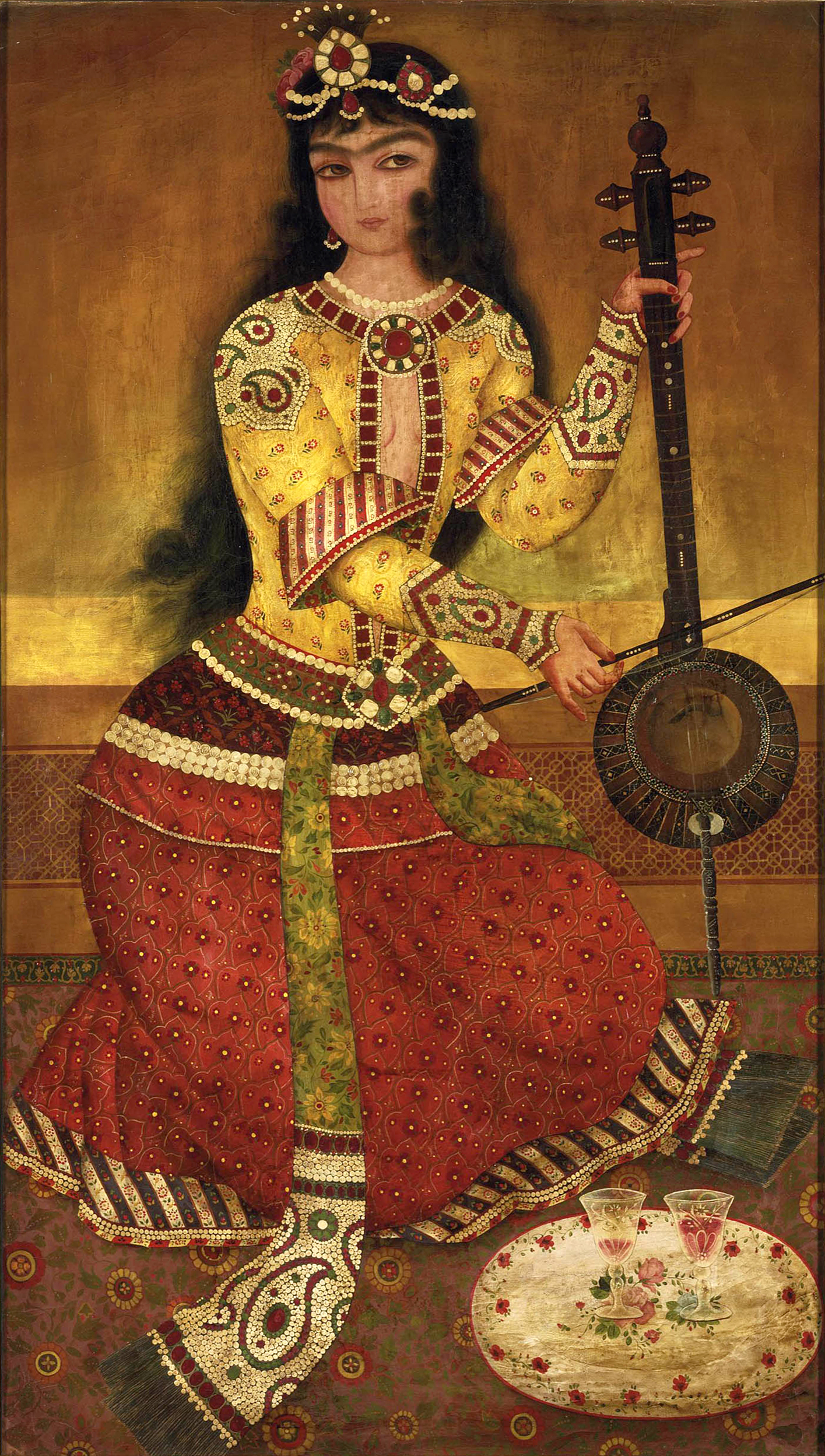
Miniatura d’una dona que juga a un kamancheh, del 1825 aproximadament.
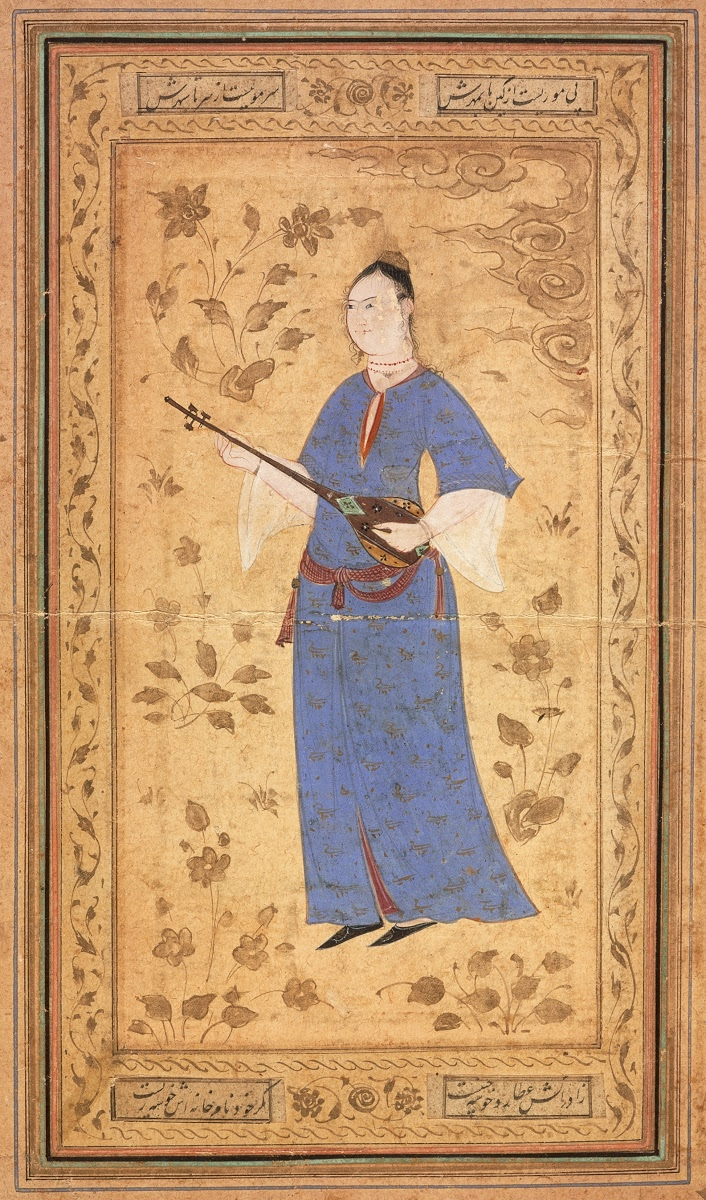
Dona amb setar, Iran safàvida, Esfahan (ca. 1600-1610).